# Японская ставрида
Японская ставрида (лат. Trachurus japonicus) — один из видов лучепёрых рыб рода ставрид (Trachurus) семейства ставридовых (Carangidae).

## Описание
В первом спинном плавнике 8 жёстких лучей, а во втором — 1 жёсткий и 30—35 мягких лучей. Перед анальным плавником располагаются на некотором расстоянии две колючки. В самом анальном плавнике 1 колючий и 26—31 мягких лучей. Позвонков 24. 
Достигают максимальной длина тела 50 см, обычно до 35 см. Максимальный зарегистрированная масса тела 660 г. Максимальный возраст 12 лет.
Достигают зрелости при длине тела 18—20 см.

## Распространение и места обитания
Японская ставрида распространена в Северо-западной части Тихого океана, у берегов южной Японии, Корейского полуострова и в Восточно-Китайском море. Осенью отдельные особи заходят в воды Приморского края.
Тропические пелагические рыбы. Встречаются на глубине от 0 до 275 м.

## Развитие
Молодь держится в дрейфующих водорослях.

## Японская ставрида и человек
Японская ставрида является объектом коммерческого промысла.